# Eduard Gritsun
Eduard Vyacheslavovich Gritsun (em russo:  Эдуард Вячеславович Грицун; nascido em 4 de fevereiro de 1976) é um ex-ciclista russo que competiu em provas tanto de pista, quanto de estrada profissionalmente entre 1998 e 2003.
Conquistou uma medalha de prata nos Jogos Olímpicos de Atlanta 1996 na prova de perseguição por equipes de 4 km, junto com Nikolai Kuznetsov, Alexei Markov e Anton Chantyr.